# 宮木汐音
宮木 汐音（みやぎ しおね、1974年11月11日 - ）は、日本の元AV女優、元ストリッパー。

## 略歴
1995年、街頭でスカウトされて『官能アバンチュール』でデビュー。いったん引退したが、1997年12月発売の「妖宴 4」で復帰した。
ストリッパーとしても活動した。
2012年のAV30周年を記念した作品、「AV女優100人 2 伝説＆現役のトップ女優たち」に登場している。

## 人物
異なるプロフィールがいくつかある。
- 「エクスタシーが知りたいの」（1995年）のケース裏面のプロフィールでは、生年月日:1974年11月22日、T:162、B:86（D）・W:58・H:88としている[5]。
- 「腰が勝手にff!」（1995年）のケース裏面のプロフィールでは、生年月日:1974年11月22日、血液型:A型、T:162、B:84・W:58・H:88としている[6]。

趣味:ゴルフ、ショッピング。

## 出演作品
1995年
- 官能アバンチュール[7]（1月31日、h.m.p ITF-103）※デビュー作
- シルエットキッス 2[7]（2月21日、シャイ企画 FE-174）
- エクスタシーが知りたいの（3月28日、アトラス21 OZ-5033）
- 腰が勝手にff［フォルテシモ］!（4月29日、アトラス21 OZ-5044）
- 極めつけエロ姉妹 わたしたちがヤラれた理由 麻宮淳子 宮木汐音 白鳥美香（4月30日、エイトマン IE-004）全3名
- 乱熟花嫁 第3章[7]（5月15日、シャイ企画 FE-186）[1]
- 裏までモロ舐め おしゃぶり教室（5月25日、h.m.p ISV-116）
- 美肉めくり（6月8日、h.m.p ISV-117）
- 快楽天国 クライマックス（7月6日、芳友舎）全6名
- ザ・コールガール 3 淑女が淫らに変わる時（7月14日、アトラス21 OZ-5071）
- 横浜倶楽部[7]（7月31日、シャイ企画 FE-199）[1]
- 美肉じまん 女教師（8月3日、h.m.p ISV-24）
- NEO出血大制服 13（8月31日、アトラス21 OZ-5084）
- 自宅訪問バニーちゃん 宮木汐音（9月8日、笠倉出版社 CAV35-89）
- 官能クライマックス 2 エクスタシー・メモリー（9月12日、h.m.p ITF-020）全5名
- AVアイドル悪女物語 日吉亜衣 宮木汐音 矢吹まりな（9月16日、KUKI JF312）[1] 全3名
- オールヌード Gのざわめき（9月30日、アトラス21 OZ-5097）
- OL 危険なオフィスラブ（11月15日、フリービジョン CA-1298）
- いたずらシスターズ 土方ひかる 宮木汐音（11月25日、HRC HRC-221）
- お尻クラブ 5 宮木汐音 岩村直子 ほか [7]（11月26日、宇宙企画 MY-82）
- 奴隷秘書 11 Abnormal privacy（12月8日、シネマジック VS-393）
- 女教師背徳の情事[7]（12月21日、ビッグモーカル SBM-07）

1996年
- 若妻刻淫・惑いの残照 BIZARRE LIFE Vol.33（1月10日、大洋図書 605433）
- BONDAGE IDOL AV隷嬢館 宮木汐音 細川百合子 瀬名さくら（1月12日、シネマジック VS-397）全3名
- 喪服奴隷 8[7]（2月16日、シネマジック VS-401）
- 口内棒力100連発 飲んじゃうわ ゴックン（4月13日、芳友舎 NSV-010）全10名
- 恥辱奴隷・狂った美人秘書（4月25日、司書房 TKV-20）
- NEO出血大制服 スーパー・コレクション 2（4月26日、アトラス21 6A-045）[1]
- VINLハウスの果実 5（5月14日、KUKI JF356）[1]全8名
- エロすぐり8連発 （コスプレ編）（5月30日、エイトマン NE-005）全8名
- 今すぐちょうだい 宮木汐音（6月15日、アトラス21 MM-31）
- 新・咥え上手な乙女たち 3（7月5日、シネマジック GA-44）全7名
- コスプレギャルズ DX（8月29日、HRC HRC-238）全6名
- アトラス GORGEOUS（8月30日、アトラス21 6A-085）全9名
  - アトラス GORGEOUS（2015年7月31日、アトラス21 AVD-050）全9名
- 奴隷秘書スペシャル 3（8月30日、シネマジック VS-426）全5名
- 看護婦さんお願いします 宮木汐音 麻宮淳子 島田百合花 ほか（12月19日、オー・ケイ出版社 OKV06-21）全5名 1996年
- アダルトビデオ100連発！！ シネマジック編（シネマジック JRPP-010）全7名 - 8タイトルの総集編
- 被虐のマドンナたち 細川百合子・篠宮知世・水野愛・栗田もも・宮木汐音（シネマジック JRPP-018）全5名

1997年
- 制服アイドルコレクション 2 矢吹まりな・宮木汐音・麻宮淳子・水原美々 ほか（4月7日、アトラス21 MM-54）全8名
- 妖宴 4 宮木汐音（12月25日、HRC HRC-272）※復活第1弾との表記あり

1998年
- 新任女教師 甘い放課後（年1月28日、HRC HRC-275）
- 続・調教美人9連発（4月25日、司書房 TKV-30）全9名

1999年
- 妖宴 SPECIAL EDITION（5月25日、エッチ アール シー）他出演 若菜瀬奈、宮木汐音、麻生早苗、水原美々

2001年
- 妖宴 SPECIAL EDIT（3月23日、エッチ アール シー HDV-4）全5名
- リバイバルコレクション240min ELECT（4月13日、ビッグモーカル BMD-083）全4名
- NEO出血大制服完全版 VOL.3[7]（5月18日、アトラス21 AVD-059）全22名
- 性癖 宮木汐音（8月31日、グレイズ LEV-011）
- イメクラSuper（10月5日、メディアバンク ARD-003）全10名

2002年
- THE SHY HISTORY 2（1月25日、シャイ企画 RFEDV-041）全10名
- 12人の淫らな女教師2時間乱れっぱなし（6月16日、ビッグモーカル D-647）全12名
- イメクラSuper 2（10月5日、メディアバンク ARD-007）全12名  2002年

2003年
- NEO出血大制服ノーカットVol.4（8月29日、アトラス21 BVD-012）全4名
  - NEO出血大制服ノーカットVol.4（2014年6月30日、アトラス21 AVD-018）全4名 - 完全ノーカット・リバイバル
- BEST4時間 宮木汐音（10月24日、アトラス21 AVD-162）※「エクスタシーが知りたいの」「腰が勝手にff」「ザ・コールガール」「オールヌード」を収録。[1]
  - BEST4時間 宮木汐音（2013年11月25日、アトラス21 DAG-030）※「エクスタシーが知りたいの」「腰が勝手にff」「ザ・コールガール」「オールヌード」を収録。

2005年
- ザ・女子校生Bomb！ 4時間（2月21日、ビデオバンク BNDV-00264）全22名
- LEGEND GIRLS 7[7]（3月11日、HRC TBD-053）全5名
- 奴隷秘書 File.4（5月27日、シネマジック FF-004）[1]
- BEST OF 240 COLLECTION[7]（10月28日、アトラス21 AVD-274）全6名

2007年
- 喪服奴隷EX（1月26日、シネマジック DD-226）全14名
- 奴隷秘書 EX3（7月4日、シネマジック DD-192）全13名

2013年
- 喪服奴隷セレクション 宮木汐音 桜沢菜々子（2月1日、シネマジック CMA-005）全13名

発売年不明
- NEW Super裏Secret 城麻美 駒井なつみ 露木陽子 夕樹舞子 卑弥呼 宮木汐音 ほか（染夜エンタープライズ NSS-006）VHS 多数出演
- 天然淫女伝説 Part 1 宮木汐音（ナチュラルウーマン NW-001）VHS
- まんげきょう 大正ロマン幻想のヘアヌード 宮木汐音（HARD HAIR HH-01）VHS ※イメージビデオ

## 書籍

### 写真集
- 宮木汐音ファースト写真集（1995年6月16日、アスキー）撮影:八木澤芳彦 ISBN 9784756111593
- MADUMOISELLE 夕樹舞子 城麻美 有賀みほ 宮木汐音 ほか（1995年12月1日、ムッシュ企画）
- 未発表 AV現場ナマ写真集 顔射満載!! 12人エクスタシー 白石ひとみ 杉本ゆみか 水沢早紀 宮木汐音 ほか（1996年12月25日、綜合図書）ISBN 9784915450044 全12名
- ザ・ストリッパー 2 舞姫伝説62人 牧瀬茜・宮木汐音・青山リカ・青山和希 他（2000年8月18日、双葉社）撮影:原芳市 ISBN 9784575291421 全62名
- ストリッパー写真集 Strip the Nudie ストリップを彩る41人の舞姫たち。 井上千尋・宮木汐音・夕樹舞子・小森まみ 他（2002年12月29日、オデッセウス出版）撮影:大駅寿一 ISBN 9784872765229 全41名

### 雑誌
- Beppin 1994年11月15日号（英知出版）
- PHOTO SHOT Vol.5（1994年12月25日、英知出版）
- Girls NO.2 ヌードの最前列へ!!（1995年1月1日、ワニマガジン社）
- 熱写ボーイ 1995年2月号（東京三世社）
- URECCO 1995年3月号、6月号、9月号、1996年3月号（ミリオン出版）
- ビデオボーイ 1995年3月号（英知出版）
- VIDEO-X 1995年3月号（表紙）（笠倉出版社）
- ビデオ情報 1995年3月号、10月13日盛秋増刊号（巻頭カラー:宮木汐音）、11月17日爽秋増刊号（宮木汐音:完全カタログ）（日本文芸社）
- オレンジ通信 1995年04月号（表紙）、1995年7月号（東京三世社）
- ザ・ヒットMAGAZINE 1995年04月号（三和出版）
- メンズパラダイス 1995年4月号（メディアックス）
- Beppin School 1995年4月号（英知出版）
- SexyDolls 11（1995年4月18日、宝島社）- グラビアクイーン対決 小森まみvs宮木汐音
- BIG4特別編集ENDLESS VOL.9（1995年4月24日、竹書房）
- more PAW 1995年5月号、9月号（ベストセラーズ）
- Girl Friends ガールフレンズ 1995年5月号、1996年2月号、8月号（若生出版）
- GOKUH 1995年5月号（英知出版）
- ザ・ベスト SUPER PHOTO（1995年5月30日、ベストセラーズ）
- アップル通信 1995年6月号、7月号、9月号（三和出版）
- ビデオ情報 話のチャンネル6/16増刊号（1995年6月16日、日本文芸社）
- ギャルズ通信 1995年7月号、11月号（日本出版社）
- ベストビデオ 1995年7月号、11月号（三和出版）
- ザ・ビッグMAGAZINE 1995年7月号（大洋書房）
- Zeppin 1995年7月号（ダイアプレス）
- VIBES 1995年7月号（表紙）（海王社）
- おとこの遊び専科 1995年8月号（青人社）- 特別付録:宮木汐音 等身大ヘアヌードピンナップポスター
- ACTRESS 1995年8月号、10月号、11月号（リイド社）
- SUPER GALS NOW 1995年9月号（シュベール出版）
- さくらんぼ通信 1995年11月号（大洋書房）
- アクトレス DELUXE Vol.4（1995年11月6日、リイド社）
- Dcup 1995年12月号（蒼竜社）
- ビデオ・ザ・ワールド 1995年12月号（コアマガジン）
- ×10 バイ・テン VOL.6（1995年12月15日、竹書房）
- Bejeans 1995年12月15日号（英知出版）
- PHOTO SHOT Vol.13（1996年1月15日、英知出版）
- Gravure Queen’95 グラビア・クィーン（1996年1月15日、東京三世社）
- ビデ王 1996年3月号（笠倉出版社）
- サロンdeヒップ VOL.11 1996年4月号（ユニ報創）
- パンストドリーム 1996年4月号（東京三世社）
- 実話体験告白 人妻編 1996年7月号（表紙）（日正堂）
- AVいだてん情報 1996年8月号 VOL.64（大洋図書）
- バナナ通信 1996年10月号（ラン出版）
- 美縛マニア 1996年12月号（大洋図書）
- VIBES SHOTⅡ SPECIAL（1997年6月16日、東雲社）
- M嬢快楽調教 緊縛美女十八図鑑（1997年12月25日、司書房）
- JUNK SHOP ジャンクショップ VOL.12 1998年5月号（心交社）
- パンストドリーム Volume.12（1998年6月5日、大洋書房）

### 書籍
- MPEGスクリーンセーバー 宮木汐音（著者:八木澤芳彦）（1995年5月27日、アスキー・メディアワークス）

## テレビ
- おとなのえほん
- 艶々ナイト